# Pamina

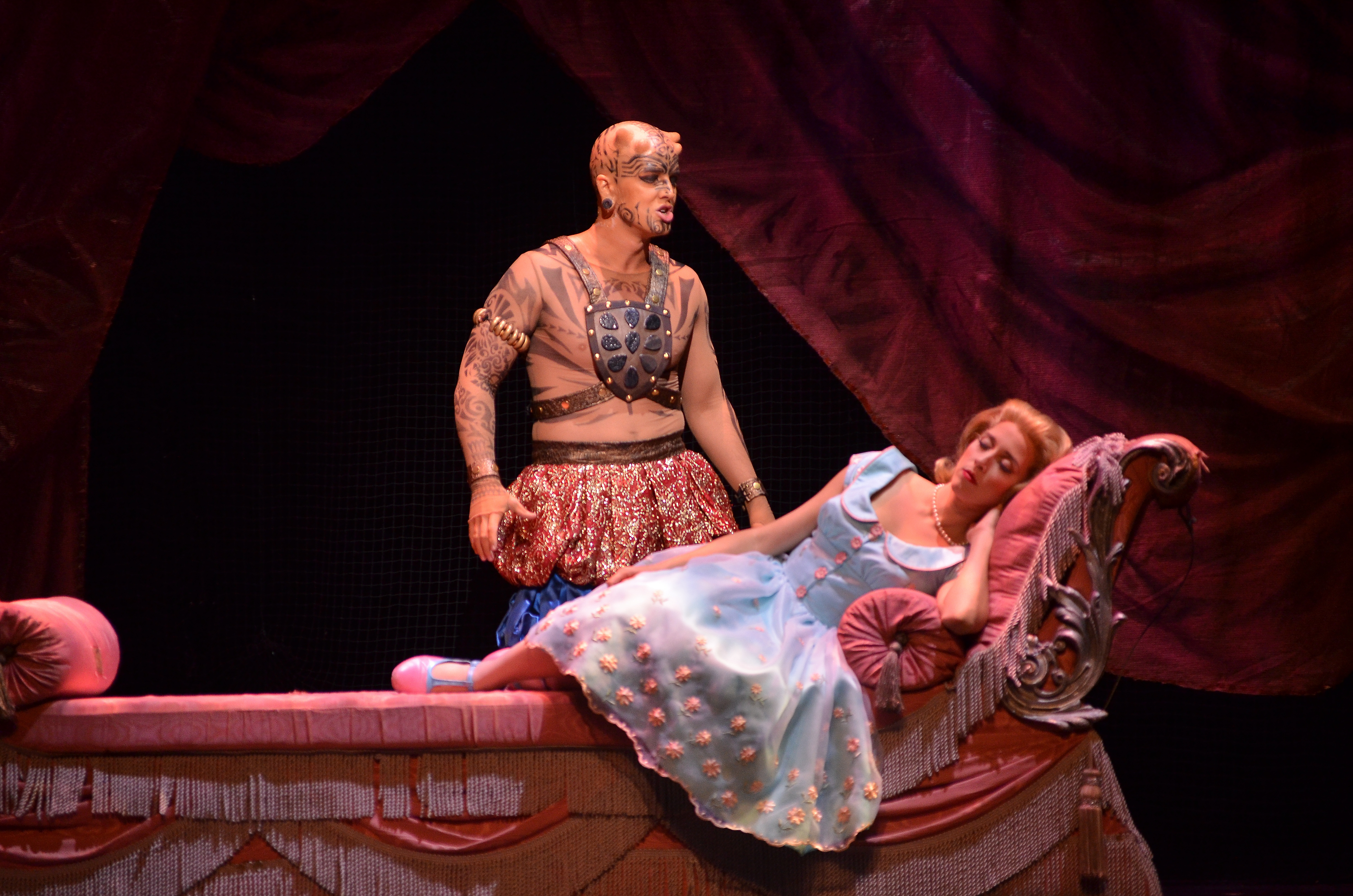
Pamina (Lisette Oropesa) i Monostatos (Matthew Maness)

Pamina – postać fikcyjna, uprowadzona przez Sarastra córka Królowej Nocy, bohaterka dwuaktowego singspielu Wolfganga A. Mozarta z librettem Emanuela Schikanedera Czarodziejski flet (KV 620). 
Partia Paminy przeznaczona jest dla operowych sopranów. Pierwszą wykonawczynią roli Paminy w czasie światowej prapremiery dzieła, jaka miała miejsce w Theater im Freihaus auf der Wieden w Wiedniu 30 września 1791, była Anna Gottlieb.